# Khêu gợi nghèo đói

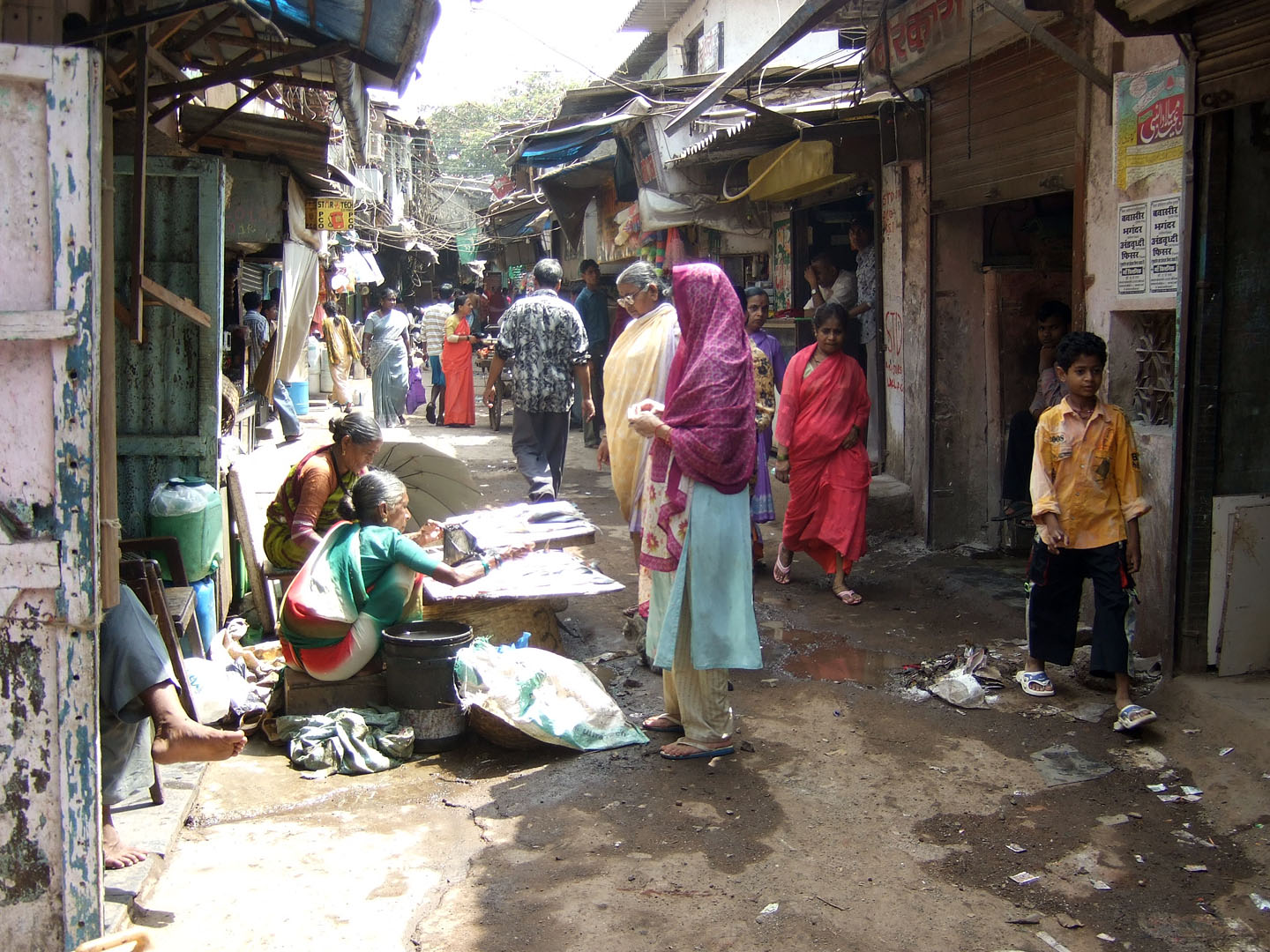
Khu ổ chuột Dharavi tại Mumbai, Ấn Độđược đặc tả trong phim năm 2008 Slumdog Millionaire.

Khêu gợi nghèo đói (tiếng Anh: Poverty porn), là thuật ngữ chỉ hành động dùng hình ảnh của những người khốn khổ, nghèo đói để kêu gọi, gây quỹ nhằm đem lại mục đích nào đó. Khêu gợi nghèo đói được dùng như là một thuật ngữ để chỉ trích các phim mà tập trung mô tả người nghèo khổ nhằm mục đích giải trí cho những người xem giàu có hơn.